# Горенє Єзеро
Горенє Єзеро (словен. Gorenje Jezero) — поселення в общині Церкниця, Регіон Нотрансько-крашка, Словенія. Висота над рівнем моря: 572,9 м.